# Penedono (freguesia)
Penedono is een plaats (freguesia) in de Portugese gemeente Penedono en telt 1085 inwoners (2001).

## Andere plaatsen behorend tot de gemeente Penedono

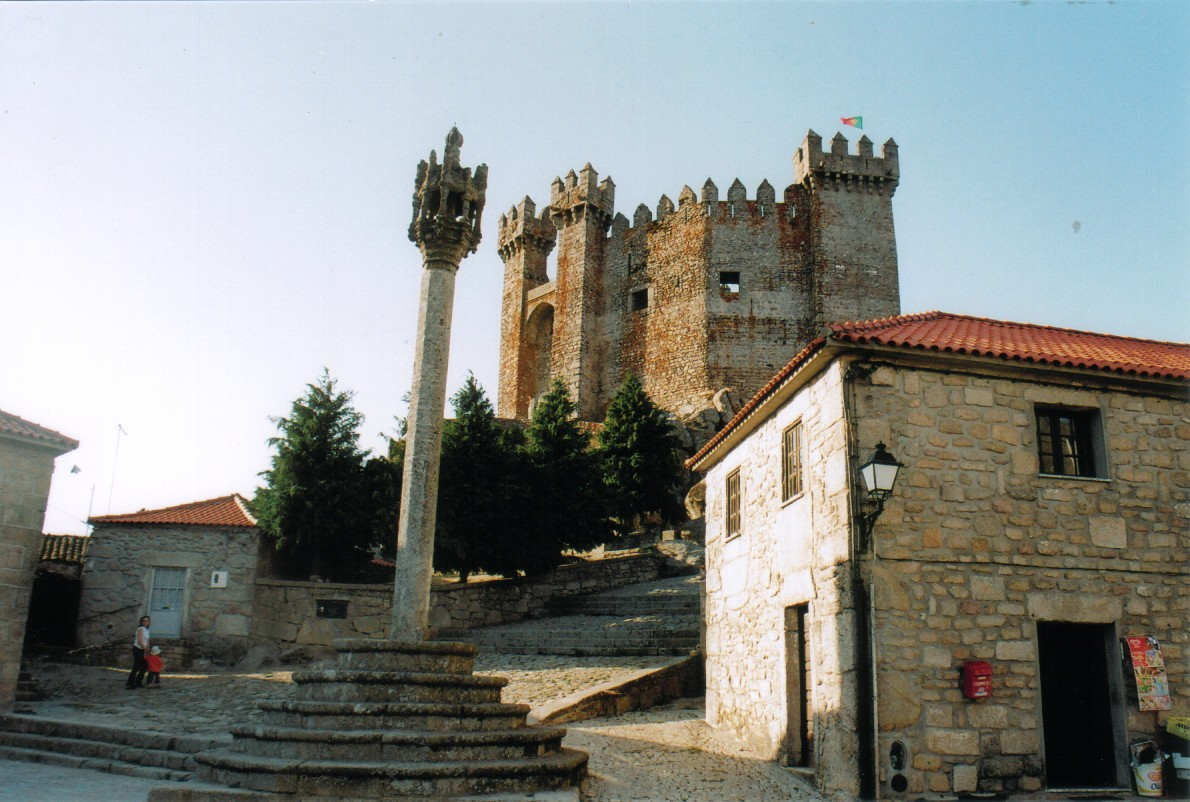
Kasteel van Penedono

- Antas
- Beselga
- Castainço
- Granja
- Ourozinho
- Penela da Beira
- Póvoa de Penela
- Souto